# Сеульська весна
Сеульська весна (кор.: хангиль: 서울의 봄) — період демократизації в Південній Кореї з 26 жовтня 1979 року по 17 травня 1980 року. Назва походить від Празької весни в Чехословаччині 1968 року.
У ніч на 26 жовтня 1979 року президент Пак Чон Хі був убитий Кім Чже Гю, директором Центрального розвідувального управління Кореї (ЦРУК) і начальником його власної служби безпеки. Поклавши край 18-річній диктатурі Пак Чон Хі, це стало сигналом про можливість проведення конституційної реформи, а рухи за демократизацію почали закликати до скасування Конституції Юшина. Відразу після того, як стало відомо про його смерть, Чхве Гю Ха, тодішній прем'єр-міністр, став виконуючим обов'язки президента згідно зі статтею 48 Конституції Юшина. Він оголосив воєнний стан, за винятком Чеджу, і генерал Чон Сон Хва, начальник штабу армії, став головним адміністратором уряду. Того ж дня генерал-майор Чон Ду Хван, начальник Командування оборони і безпеки (DSC), був призначений головою Об'єднаного штабу з розслідування смерті президента; завдяки цій посаді Чун зміг взяти під свій контроль КЦРУ і урядовий розвідувальний апарат.
Національна конференція за об'єднання висунула Чхве Гю Ха, тодішнього прем'єр-міністра, на посаду наступника Пак, і він став четвертим президентом Південної Кореї після виборів 6 грудня. Він пообіцяв реформи та повернення прямих демократичних виборів. Лише через шість днів, 12 грудня, Чон Ду Хван заарештував і затримав генерала Чон Сон Хва, розпочавши державний переворот 12 грудня, щоб узяти повний контроль над армією. Оскільки Чхве все ще перебував при владі, Чон Ду Хван ще не мав прямого впливу на внутрішню політику. Протести за демократизацію тривали і досягли кульмінації 15 травня 1980 року, коли на Сеульському вокзалі відбулася демонстрація проти воєнного стану, в якій взяли участь 100 тисяч протестувальників, переважно студентів. Після новин про військове втручання вони вирішили відступити, побоюючись насильницького протистояння.
Сімнадцятого травня 1980 року Чон Ду Хван здійснив ще один державний переворот і встановив військову диктатуру під керівництвом Національної ради возз'єднання. Воєнний стан було поширено на всю країну, і він розпустив Національну асамблею. Він призначив себе директором КДБ. Університети були закриті, політична діяльність заборонена, преса обмежена, а війська були відправлені в міста по всій країні для забезпечення воєнного стану. Того ж дня лідери студентських профспілок зібралися, щоб обговорити плани нових протестів, але були заарештовані під час рейду DSC, а лідер опозиції і майбутній президент Кім Де Чжун і двадцять п'ять інших політиків також були заарештовані за звинуваченням у підбурюванні до соціальних заворушень. Наступного дня почалося повстання у Кванджу, коли студенти вимагали відкриття університету і демократизації. У відповідь Чжун перервав усі комунікації з Кванджу і за допомогою пропаганди зобразив протести в Кванджу як результат дій комуністичних провокаторів. Він жорстоко придушив протест, відправивши туди військові сили, кількість жертв яких, за оцінками, становила від 600 до 3500 осіб, що фактично поклало край Сеульській весні.

## В культурі

### Кіно
- 18 травня (2017)
- Таксист (2017)
- Людина, що стоїть поруч (2020)
- 12.12: День (2023)

### Телебачення
- Пісочний годинник (1995)
- 4-та Республіка (1995–96)
- 5-та Республіка (2005)
- Травнева юність (2021)